# 嘉善城墙

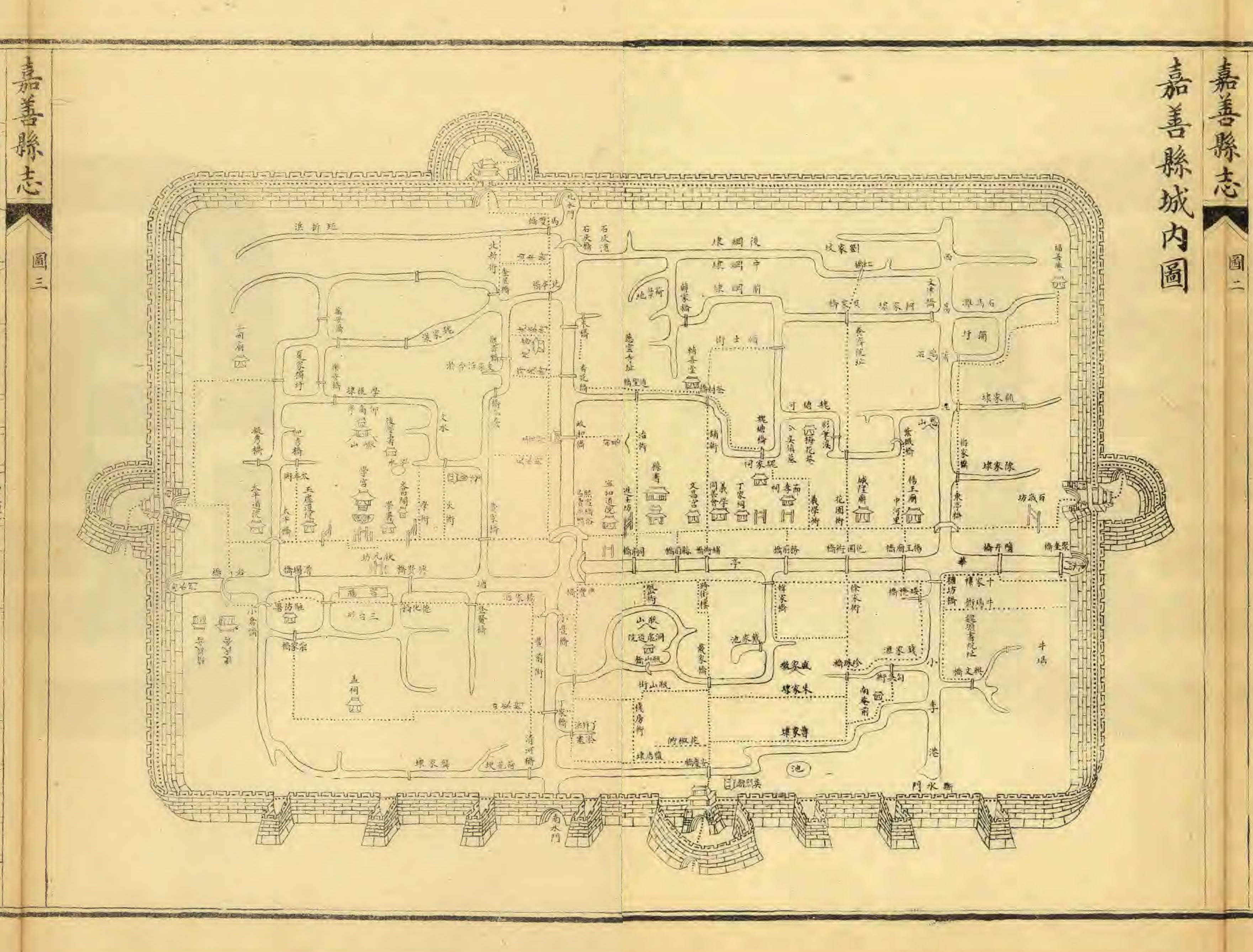
清光绪二十年（1894）《重修嘉善县志》嘉善县城内图。

嘉善城墙为旧嘉善县城城墙，位于今中华人民共和国浙江省嘉兴市嘉善县罗星街道，始建于明嘉靖年间，现仅存原西南角残长27.4米的墙段。
嘉善县为明宣德五年（1430）置县，属嘉兴府，县治设于魏塘镇。建县之初原无城池，仅正德五年（1510）建东门宾旸门和西门平成门，嘉靖三十二年（1583）因倭寇骚乱，议请筑城，三十三年（1584）十月动工，次年三月竣工。城墙呈长方形，东西宽，南北狭，城周约八里（实为一千七百八十五丈六尺，约5714米），高二丈三尺五寸（约7.5米），厚二丈二尺（约7米），设陆门四座、水门四座（初建时有五座，东南侧通往小李港的一座水门后被填塞），四座陆门分别为东门大胜门、西门太平门、南门庆丰门和北门熙宁门，外部均设有瓮城，水门均与陆门相邻，护城河宽六丈（约19米）。
因年久失修，民国十六年（1927）首先拆除东城墙，1954年因市政建设需要开始整体拆除，至1958年除西南角墙段外已拆除殆尽，其后于南城基上兴建变电站和纺机厂，东城基上兴建健康路，西城基上兴建西城河路，北城基上兴建解放路及丝厂、绸厂、华通电子仪器厂、印刷线路板厂等。现存墙段位于今西城半岛小区南侧，占地面积495平方米，高5.5米，外侧墙面下为条石、上为方砖，墙内为夯土。此外2002年在建设中山路滨河绿带时于原东城门略偏南处重建东城门。
原城内主要建筑有县署（抗战时期毁于日军轰炸，其址后建人民广场）、学宫（嘉善县学文庙，其址今为嘉善第二高级中学）、城隍庙、忠孝祠（又名魏家祠堂，祀魏大中、魏学洢，祠前建有忠臣孝子坊，同样毁于日军轰炸）和梅花庵（吴镇墓）等，集中在连接东西城门的县前街上（与魏塘市河并行，即今中山路），今除梅花庵外均已不存。